# NBA finale 2010.
NBA finale 2010. posljednja je i finalna serija doigravanja u sezoni 2009./10. Prvaci Zapadne konferencije Los Angeles Lakersi, porazili su stare rivale, prvake Istočne konferencije konferencije, Boston Celticse rezultatom 4-3. Zbog boljeg omjera iz regularnog dijela sezone, Lakersi su imali prednost domaćeg terena. Ove dvije momčadi, prethodno su se susrele čak 11 puta u NBA finalima, a Celticsi su, iz tih 11 dvoboja, 9 puta osvojili naslov i to 1959., 1962., 1963., 1965., 1966., 1968., 1969., 1984. i 2008. dok su Lakersi bili bolji samo 1985. i 1987. Po broju osvojenih naslova, Celticsi su i dalje prvi sa 17 osvojenih naslova, dok su Lakersi drugoplasirani sa samo jednim osvojenim naslovom manje. Posljednje finale između ove dvije momčadi bilo je ono iz 2008. kada su Celticsi, predvođeni "Velikom trojkom", pobijedili Lakerse rezultatom 4-2 te je to bilo prvo finale u sedam utakmica nakon onog iz 2005. između Spursa i Pistonsa.

## Put do finala

### Los Angeles Lakers
Los Angeles Lakersi su u novu sezonu krenuli kao branitelji naslova osvojenog protiv Orlando Magica. Jedan od većih gubitaka za momčad Lakersa bio je odlazak Trevora Arize u Houston Rocketse, ali su zato potpisali sjajanog defanzivca Rona Artesta. Lakersi su regularni dio sezone završili s nešto lošijim omjerom u usporedbi s prošlom sezonom, ali su ipak s omjerom 57-25 zauzeli prvo mjesto na Zapadu. U prvom krugu doigravanja susreli su se s mladom i talentiranom momčadi Oklahoma City Thundera, predvođenom najboljim strijelcem lige, Kevinom Durantom. Lakersi su u prve dvije domaće utakmice opravdali status favorita, ali zato u iduće dvije gostujuće utakmice gube i momčad Thundera priređuje iznenađenje izjednačavanjem serije na 2-2. Iduća utakmica igrala se u Staples Centeru i Lakersi, predvođeni Gasolom, pobjeđuju rezultatom 111:87. Šesta utakmica bila je neizvjesna do samoga kraja, ali ipak iskusniji Lakersi odnose pobjedu 95:94 i prolaze u drugi krug. U drugom krugu Lakersi se susreću s Utah Jazzom, koji su svoj nastup u drugom krugu izborili pobjedom nad Denver Nuggetsima. Iako se predviđao žestok otpor Jazzera, Lakersi su pokazali svu nadmoć i pobijedili u seriji rezultatom 4-0. U finalu Zapada Lakersi su se, po mnogim predviđanjima, susreli upravo s Phoenix Sunsima i njihovim dvojcem Nash-Stoudemire. U prvoj utakmici, Kobe Bryant i Lamar Odom odigrali su sjajno. Bryant je postigao 40 poena, a Odom uhvatio čak 19 skokova, što je bilo dovoljno za pobjedu rezultatom 128:107. Iduća utakmica također je otišla u korist Lakersa. Međutim u trećoj utakmici, na domaćem terenu, Sunsi odnose pobjedu, ponajviše zahvaljujući njihovom dvojcu Studemire-Nash. Stoudemire je postigao 42 poena i 11 skokova, dok je Nash podijelio čak 15 asistencija. Kao i u prethodnoj utakmici, Sunsi su i ovaj puta odnijeli pobjedu, a najzaslužniji pojedinac za tu pobjedu bio je mladi Slovenac, Goran Dragić, koji je u zadnjoj četvrtini postigao 23 od ukupno 26 poena. Peta utakmica serije bila je prepuna neizvjesnosti. Sunsi su imali pobjedu u rukama i mogući ulazak u finale, ali im je račune pomrsio Ron Artest. Naime, Artest je prethodno promašio ključnu tricu za izjednačenje, ali je zato u zadnjoj sekundi iz okreta, sa zvukom sirene, pogodio koš i donio Lakersima pobjedu. U šestoj utakmici Lakersi su lakom pobjedom priveli seriju kraju i osigurali si treći nastup u NBA finalu u posljednje tri godine.

### Boston Celtics
Boston Celticsi su u novu sezonu krenuli prisjećajući se na onaj bolni prošlosezonski poraz od Orlanda u polufinalu doigravnja. Stoga su Celticsi u svoje redove doveli centra Rasheeda Wallacea kako bi popunili rupu u reketu slučajnim izostankom Kevina Garnetta. Osim Wallacea, od značajnijih pojačanja, Celticsima su se pridružili Michael Finley, Marquis Daniels i Nate Robinson, a Celticse su, od značajnijih igrača, napustili Stephon Marbury, Leon Powe i Eddie House. Iako se sastav, u usporedbi s onim iz 2008. kada su Celticsi bili prvaci, dosta izmijenio, "Velika trojka" ostala je na okupu, uz sve boljeg Rajona Ronda. Celticsi su u sezonu krenuli uvjerljivo, pobijedivši već u prvoj utakmici sezone, glavnog favorita za naslov, Cleveland Cavalierse. Međutim, sredinom sezone Celticsi upadaju u malu krizu, ali ipak ostvaruju solidan omjer 50-32 i zauzimaju četvrto mjesto na Istoku. U prvom krugu susreli su se s Miami Heatom. U prve dvije utakmice Celticsi su potvrdili nadmoć i osigurali vodstvo u seriji od 2-0. U trećoj utakmici Celticsi su se suočili sa sjajnom obranom Miamija te se odluka o pobjedniku donosila u zadnjim trenutcima utakmice. Nekoliko sekundi prije kraja, Celticsi su imali napad za pobjedu. Loptu je u svoje ruke uzeo Paul Pierce i s vrha reketa, sa zvukom sirene, pogodio koš za pobjedu i povećanje vodstva na 3-0. U četvrtoj utakmici, vođa Miamija, Dwyane Wade, zabljesnuo je i s 46 postignutih poena svojoj momčadi donio tračak nade za prolaskom u drugi krug. U petoj utakmici, Ray Allen je postigao 24 poena i tako Celticsima donio pobjedu i prolazak u drugi krug doigravanja. U drugom krugu doigravanja, Celticsi su se susreli s vodećom momčadi lige Cleveland Cavaliersima, predvođenom najkorisnijim igračem lige LeBronom Jamesom. Serija nije dobro krenula za Celticse jer su već u prvom susretu izgubili i tako propustili povesti u seriji. U drugoj utakmici, Celticsi su dominirali cijelim susretom, a Rajon Rondo, s 19 asistencija, i Ray Allen, s 24 poena, bili su najzaslužniji igrači za tu pobjedu. Treću utakmicu, LeBron James je otvorio na najbolji mogući način. Već u prvoj četvrtini, LeBron je ubacio 21 od ukupno 38 poena te je tako svojoj momčadi, vrlo rano, donio prednost. Do kraja susreta, Cavaliersi su tu prednost povećavali i tako su s 29 poena prednosti nanijeli Celticsima jedan od najgorih poraza u doigravanju. Već u idućoj utakmici, Celticsi su se uzdignuli i nanijeli poraz Cavaliersima rezultatom 97:87. Igrač tog susreta bio je Rajon Rondo koji je, postigavši 29 poena, 18 skokova i 13 asistencija, ostvario triple-double učinak. U petoj i šestoj utakmici serije, Cavaliersi kao da nisu imali odgovor na snažnu obranu Celticsa, što je i dovelo do dva uzastopna poraza i vrlo ranog ispadanja iz doigravanja. Celticsi su u finalu Istoka igrali s Orlando Magicima. Glavni cilj svih igrača Celticsa bila je osveta za prošlogodišnje ispadanje iz doigravanja. Tako je i krenulo, čak trima uzastopnim pobjedama Celticsa i laganim pripremanjem za NBA finale. Međutim, momčad Orlanda nije se predavala te je pobijedila u iduće dvije utakmice. Serija je bila pri rezultatu 3-2. Celticsi si nisu smjeli priuštiti igranje sedme utakmice te su već od samog početka šeste utakmice krenuli silovito te su na kraju i odnijeli pobjedu i ostvarili ulazak u finale.

## Finale

### Prva utakmica
| 3. lipnja 9:00 p.m. ET | Izvještaj na NBA.com | Boston Celtics                                           | 89–102 | Los Angeles Lakers                                        |  | Staples Center, Los Angeles, Kalifornija Gledatelji 18,997 Suci: Joe Crawford, Joe DeRosa, Derrick Stafford | ABC |
| 3. lipnja 9:00 p.m. ET | Izvještaj na NBA.com | Po četvrtinama: 21-26, 20-24, 23-34, 25-18               |        |                                                           |  | Staples Center, Los Angeles, Kalifornija Gledatelji 18,997 Suci: Joe Crawford, Joe DeRosa, Derrick Stafford | ABC |
| 3. lipnja 9:00 p.m. ET | Izvještaj na NBA.com | Koševi: Pierce 24 Skokovi: Pierce 9 Asistencije: Rondo 8 |        | Koševi: Bryant 30 Skokovi: Gasol 14 Asistencije: Bryant 6 |  | Staples Center, Los Angeles, Kalifornija Gledatelji 18,997 Suci: Joe Crawford, Joe DeRosa, Derrick Stafford | ABC |
| 3. lipnja 9:00 p.m. ET | Izvještaj na NBA.com | 1-0 Los Angeles Lakersi                                  |        |                                                           |  | Staples Center, Los Angeles, Kalifornija Gledatelji 18,997 Suci: Joe Crawford, Joe DeRosa, Derrick Stafford | ABC |

Već prije same utakmice, mediji su raspravljali o najvećem suparništvu u povijesti NBA lige i obje momčadi bile su motivirane za osvajanje naslova. Obje momčadi su krenule čvrsto i već je u prvom dvoboju za loptu izbio mali incident između Artesta i Piercea. Većina prve četvrtine bila je izjednačena, ali krajem četvrtine, ulascima Shannona Browna i Jordana Farmara, Lakersi započinju seriju 7-2 i prvu četvrtinu završavaju s prednošću od pet poena. U drugu četvrtinu Celticsi ulaze čvršće, ali Lakersi uspijevaju povećati vodstvo te odlaze na odmor s 9 poena prednosti. U trećoj četvrtini, Lakersi nastavljaju povećavati vodstvo i krajem četvrtine prave seriju 15-4 i ulaze u zadnju četvrtinu s prednošću od 20 poena. U zadnjoj četvrtini Pierce i Robinson uspijevaju smanjiti zaostatak, ali Bryant s tricom, 3.6 sekundi prije kraja, zaključuje utakmicu. Boston je tijekom utakmice nadigran u gotovo svim kategorijama, ponajviše u skokovima (42-31). 

### Druga utakmica
| 6. lipnja 8:00 p.m. ET | Izvještaj na NBA.com | Boston Celtics                                           | 103–94 | Los Angeles Lakers                                      |  | Staples Center, Los Angeles, Kalifornija Gledatelji 18,997 Suci: Monty McCutchen, Mike Callahan, Ken Mauer | ABC |
| 6. lipnja 8:00 p.m. ET | Izvještaj na NBA.com | Po četvrtinama: 29-22, 25-26, 18-24, 31-22               |        |                                                         |  | Staples Center, Los Angeles, Kalifornija Gledatelji 18,997 Suci: Monty McCutchen, Mike Callahan, Ken Mauer | ABC |
| 6. lipnja 8:00 p.m. ET | Izvještaj na NBA.com | Koševi: Allen 32 Skokovi: Rondo 12 Asistencije: Rondo 10 |        | Koševi: Gasol 25 Skokovi: Gasol 8 Asistencije: Bryant 6 |  | Staples Center, Los Angeles, Kalifornija Gledatelji 18,997 Suci: Monty McCutchen, Mike Callahan, Ken Mauer | ABC |
| 6. lipnja 8:00 p.m. ET | Izvještaj na NBA.com | Boston Celticsi izjednačili seriju na 1-1                |        |                                                         |  | Staples Center, Los Angeles, Kalifornija Gledatelji 18,997 Suci: Monty McCutchen, Mike Callahan, Ken Mauer | ABC |

U drugu utakmicu, Boston je krenuo agresivnije te su krajem prve četvrtine imali prednost od sedam poena. U drugoj četvrtini, Ray Allen je postigao 5 trica (pritom promašivši samo dva pokušaja), te je tome pridodao još one dvije koje je postigao tijekom prve četvrtine. Sjajna napadačka taktika dovela je Boston do prednosti od čak 14 poena. Krajem prvog poluvremena, zahvaljujući Kobeu Bryantu, Lakersi su napravili seriju 7-0 i smanjili zaostatak na 54:48. U drugo poluvrijeme, Lakersi su krenuli agresivnije te su, početkom treće četvrtine, i preuzeli vodstvo 57:56. Do kraja četvrtine, obje momčadi igrale su izjednačeno te su u četvrtu četvrtinu ušle s izjednačenim rezultatom 72:72. U zadnjoj četvrtini, Rondo je preuzeo odgovornost i s 10 poena donio prednost, a kasnije i pobjedu Celticsima. Rondo je utakmicu završio s triple-double učinkom od 19 poena, 12 skokova i 10 asistencija, a Allen je s 8 postignutih trica postavio novi rekord NBA finala. U redovima Lakersa najefikasniji bio je Pau Gasol s 25 poena i 8 skokova, dok je Bryant susret završio s mizernim šutom 8/24. 

### Treća utakmica
| 8. lipnja 9:00 p.m. ET | Izvještaj na NBA.com | Los Angeles Lakers                                                      | 91–84 | Boston Celtics                                              |  | TD Garden, Boston, Massachusetts Gledatelji 18,624 Suci: Dan Crawford, Bill Kennedy, Bennett Salvator | ABC |
| 8. lipnja 9:00 p.m. ET | Izvještaj na NBA.com | Po četvrtinama: 26-17, 26-23, 15-21, 24-23                              |       |                                                             |  | TD Garden, Boston, Massachusetts Gledatelji 18,624 Suci: Dan Crawford, Bill Kennedy, Bennett Salvator | ABC |
| 8. lipnja 9:00 p.m. ET | Izvještaj na NBA.com | Koševi: Bryant 29 Skokovi: Bynum, Gasol 10 Asistencije: Bryant, Gasol 4 |       | Koševi: Garnett 25 Skokovi: Perkins 11 Asistencije: Rondo 8 |  | TD Garden, Boston, Massachusetts Gledatelji 18,624 Suci: Dan Crawford, Bill Kennedy, Bennett Salvator | ABC |
| 8. lipnja 9:00 p.m. ET | Izvještaj na NBA.com | 2-1 Los Angeles Lakersi                                                 |       |                                                             |  | TD Garden, Boston, Massachusetts Gledatelji 18,624 Suci: Dan Crawford, Bill Kennedy, Bennett Salvator | ABC |

Kao i u prethodnoj utakmici, Boston je odlučnije krenuo u susret te je u prve četiri minute utakmice napravio seriju i četvrtinu završio sa sedam poena prednosti. Nakon time-outa, Lakersi, u drugu četvrtinu, kreću velikom serijom 32-8 i, s vodstvom 37:20, preuzimaju kontrolu nad utakmicom. U trećoj četvrtini, Celticsi odgovaraju sjajnom igrom i smanjenjem vodstva, ali u ključnim trenutcima, promašuju poene i ne uspijevaju preuzeti vodstvo, međutim utakmica ostaje izjednačena do samoga kraja. U četvrtoj četvrtini Derek Fisher postiže 11 poena i time sprječava poraz Lakersa. Pierce je tijekom cijele utakmice bio u problemima s osobnim pogreškama te je zbog toga ostao ograničen na samo 15 postignutih poena dok je Allen ostvario šut od 0-13, te je završio utakmicu sa samo 2 poena iz slobodnih bacanja. Najefikasniji u redovima Celticsa bio je Garnett s 25 poena, 6 skokova i 3 asistencije, a kod Lakersa, Bryant s 29 postignutih poena.

### Četvrta utakmica
| 10. lipnja 9:00 p.m. ET | Izvještaj na NBA.com | Los Angeles Lakers                                                     | 89–96 | Boston Celtics                                             |  | TD Garden, Boston, Massachusetts Gledatelji 18,624 Suci: Scott Foster, Eddie F. Rush, Greg Willard | ABC |
| 10. lipnja 9:00 p.m. ET | Izvještaj na NBA.com | Po četvrtinama: 16-19, 29-23, 17-18, 27-36                             |       |                                                            |  | TD Garden, Boston, Massachusetts Gledatelji 18,624 Suci: Scott Foster, Eddie F. Rush, Greg Willard | ABC |
| 10. lipnja 9:00 p.m. ET | Izvještaj na NBA.com | Koševi: Bryant 33 Skokovi: Artest, Odom 7 Asistencije: Artest, Gasol 3 |       | Koševi: Pierce 19 Skokovi: Perkins 7 Asistencije: Pierce 5 |  | TD Garden, Boston, Massachusetts Gledatelji 18,624 Suci: Scott Foster, Eddie F. Rush, Greg Willard | ABC |
| 10. lipnja 9:00 p.m. ET | Izvještaj na NBA.com | Boston Celticsi izjednačili seriju na 2-2                              |       |                                                            |  | TD Garden, Boston, Massachusetts Gledatelji 18,624 Suci: Scott Foster, Eddie F. Rush, Greg Willard | ABC |

Rezultat nakon prve četvrtine bio je 19:16 za momčad Boston Celticsa. Tijekom druge četvrtine, Lakersi su bili aktivniji u skokovima te su do kraja poluvremena ostvarili vodstvo od tri poena. Tijekom treće četvrtine, zahvaljujući trima tricama Bryanta, Lakersi su zadržali vodstvo, ali početkom četvrte četvrtine igrači s Bostonove klupe ostvaruju seriju 13-2 i donose Celticsima vodstvo. Pri rezultatu 92:86, 1:08 minuta prije kraja utakmice, Lakersi su imali napad za smanjenje vodstva, ali Rondo "krade" loptu iz Bryantovih ruku te s polaganjem povećava vodstvo i zapečaćuje pobjedu Celticsa. Ključ pobjede u ovoj utakmici bila je sjajna izvedba Bostonove klupe, ponajviše Davisa (19) i Robinsona (12 poena). Kod Lakersa, Bryant je postigao 33, a Gasol 21 poen dok je Bynum propustio drugo poluvrijeme utakmice.

### Peta utakmica
| 13. lipnja 8:00 p.m. ET | Izvještaj na NBA.com | Los Angeles Lakers                                        | 86–92 | Boston Celtics                                             |  | TD Garden, Boston, Massachusetts Gledatelji 18,624 Suci: Joe Crawford, Mike Callahan, Derrick Stafford | ABC |
| 13. lipnja 8:00 p.m. ET | Izvještaj na NBA.com | Po četvrtinama: 20-22, 19-23, 26-28, 21-19                |       |                                                            |  | TD Garden, Boston, Massachusetts Gledatelji 18,624 Suci: Joe Crawford, Mike Callahan, Derrick Stafford | ABC |
| 13. lipnja 8:00 p.m. ET | Izvještaj na NBA.com | Koševi: Bryant 38 Skokovi: Gasol 12 Asistencije: Bryant 4 |       | Koševi: Pierce 27 Skokovi: Garnett 10 Asistencije: Rondo 8 |  | TD Garden, Boston, Massachusetts Gledatelji 18,624 Suci: Joe Crawford, Mike Callahan, Derrick Stafford | ABC |
| 13. lipnja 8:00 p.m. ET | Izvještaj na NBA.com | 3-2 Boston Celticsi                                       |       |                                                            |  | TD Garden, Boston, Massachusetts Gledatelji 18,624 Suci: Joe Crawford, Mike Callahan, Derrick Stafford | ABC |

Momčad Celticsa u utakmicu je krenula odlučno te su već na samom početku utakmice ostvarili seriju od 6-0 i ostvareno vodstvo držali tijekom cijele prve četvrtine. U drugoj četvrtini, Celticsi su samo povećali vodstvo te su na poluvrijeme otišli s prednošću od 6 poena. Najzaslužniji za to vodstvo bio je Paul Pierce koji je iz igre šutirao 7/10 te je pritom postigao 15 poena. Početkom treće četvrtine Celticsi su vodili rezultatom 50:39, ali Lakersi kratkom serijom smanjuju vodstvo na osam poena zaostatka. Celticsi su u posljednju četvrtinu ušli s prednošću od 73:65, ali, tri minute prije kraja, Lakersi postižu sedam uzastopnih slobodnih bacanja i 40-ak sekundi prije kraja smanjuju zaostatak na 87:82. Tijekom ključnog izvođenja lopte sa strane, Pierce je loptu dobacio do Garnetta koji je precizno pogodio Ronda. Rondo je položio loptu i povećao vodstvo na sedam poena, što je i potvrdilo pobjedu Celticsa. U redovima Celticsa sjajni su bili Kevin Garnett s 18 postignutih poena i 10 skokova te Rajon Rondo s 18 poena, 5 skokova i 8 asistencija. Na drugoj strani, Kobe Bryant je odigrao sjajno i postigao 38 poena, ali nije imao pravu potporu suigrača koji nisu postigli više od 12 poena. 

### Šesta utakmica
| 15. lipnja 9:00 p.m. ET | Izvještaj na NBA.com | Boston Celtics                                         | 67–89 | Los Angeles Lakers                                       |  | Staples Center, Los Angeles, Kalifornija Gledatelji 18,997 Suci: Monty McCutchen, Joe DeRosa, Ken Mauer | ABC |
| 15. lipnja 9:00 p.m. ET | Izvještaj na NBA.com | Po četvrtinama: 18-28, 13-23, 20-25, 16-13             |       |                                                          |  | Staples Center, Los Angeles, Kalifornija Gledatelji 18,997 Suci: Monty McCutchen, Joe DeRosa, Ken Mauer | ABC |
| 15. lipnja 9:00 p.m. ET | Izvještaj na NBA.com | Koševi: Allen 19 Skokovi: Davis 9 Asistencije: Rondo 6 |       | Koševi: Bryant 26 Skokovi: Gasol 13 Asistencije: Gasol 9 |  | Staples Center, Los Angeles, Kalifornija Gledatelji 18,997 Suci: Monty McCutchen, Joe DeRosa, Ken Mauer | ABC |
| 15. lipnja 9:00 p.m. ET | Izvještaj na NBA.com | Los Angeles Lakersi izjednačili seriju na 3-3          |       |                                                          |  | Staples Center, Los Angeles, Kalifornija Gledatelji 18,997 Suci: Monty McCutchen, Joe DeRosa, Ken Mauer | ABC |

Šesta utakmica igrala se u Staples Centeru, a Celticsi su, iako na gostujućem terenu, bili u sjajnoj prilici za osvajanje naslova. Međutim, sve su nade Celticsa propale ranom ozljedom Kendricka Perkinsa. Izlaskom Perkinsa ostala je velika rupa u reketu koju su Lakersi, osobito Gasol, dobro iskoristili te su krenuli u veliku seriju pritom, u jednom trenutku, ostvarivši prednost od čak 27 poena. U četvrtoj četvrtini klupa Lakersa nadigrala je klupu Bostona s 24-0 te je tako osigurala Lakersima vrijednu pobjedu. Nakon utakmice, utvrđena je Perkinsova ozljeda koljena i nemogućnost sudjelovanja u sedmoj utakmici. 

### Sedma utakmica
| 17. lipnja 9:00 p.m. ET | Izvještaj na NBA.com | Boston Celtics                                             | 79–83 | Los Angeles Lakers                                       |  | Staples Center, Los Angeles, Kalifornija Gledatelji 18,997 Suci: Joe Crawford, Dan Crawford, Scott Foster | ABC |
| 17. lipnja 9:00 p.m. ET | Izvještaj na NBA.com | Po četvrtinama: 23-14, 17-20, 17-19, 22-30                 |       |                                                          |  | Staples Center, Los Angeles, Kalifornija Gledatelji 18,997 Suci: Joe Crawford, Dan Crawford, Scott Foster | ABC |
| 17. lipnja 9:00 p.m. ET | Izvještaj na NBA.com | Koševi: Pierce 18 Skokovi: Pierce 10 Asistencije: Rondo 10 |       | Koševi: Bryant 23 Skokovi: Gasol 18 Asistencije: Gasol 4 |  | Staples Center, Los Angeles, Kalifornija Gledatelji 18,997 Suci: Joe Crawford, Dan Crawford, Scott Foster | ABC |
| 17. lipnja 9:00 p.m. ET | Izvještaj na NBA.com | Pobjeda Los Angeles Lakersa 4-3                            |       |                                                          |  | Staples Center, Los Angeles, Kalifornija Gledatelji 18,997 Suci: Joe Crawford, Dan Crawford, Scott Foster | ABC |

Sedma i odlučujuća utakmica za obje momčadi bila je vrlo izjednačena, ali Celticsi pred kraj poluvremena rade seriju te na odmor odlaze s prednošću od 6 poena. U trećoj četvrtini Celticsi nastavljaju povećavati vodstvo, ali se Lakersi počinju vraćati u utakmicu te, 6 minuta prije kraja, u četvrtoj četvrtini izjednačuju rezultat na 64:64. Nadahnuti Lakersi uskoro ostvaruju seriju 6-0 i odlaze na vodstvo od 70:64. 3:21 minutu prije kraja, rezultat je bio 70:66, te je utakmica ušla u šokantnu i uzbudljivu završnicu. Iako je Bryant imao užasnu šutersku noć, bio je aktivan u skokovima. Četvorka Celticsa (Garnett, Davis, Pierce i Wallace) bila je u problemima s osobnim pogreškama te je pri kraju utakmice Wallace i isključen iz igre zbog 6 osobnih pogrešaka. Lakersi su to dobro iskoristili i utakmicu priveli kraju. Krajnji rezultat utakmice bio je 83:79 te su time Lakersi osvojili svoj 16. NBA naslov u povijesti franšize, a najkorisnijim igračem finala imenovan je Kobe Bryant.

## Vanjske poveznice
- NBA finale 2010.  Arhivirana inačica izvorne stranice od 16. studenoga 2010. (Wayback Machine) na ESPN.com

| NBA finali      | NBA finali                                                                             |
| --------------- | -------------------------------------------------------------------------------------- |
|                 |                                                                                        |
| Tijekom 80-ih   | 1980. \| 1981. \| 1982. \| 1983. \| 1984. \| 1985. \| 1986. \| 1987. \| 1988. \| 1989. |
|                 |                                                                                        |
| Tijekom 90-ih   | 1990. \| 1991. \| 1992. \| 1993. \| 1994. \| 1995. \| 1996. \| 1997. \| 1998. \| 1999. |
|                 |                                                                                        |
| Tijekom 2000-ih | 2000. \| 2001. \| 2002. \| 2003. \| 2004. \| 2005. \| 2006. \| 2007. \| 2008. \| 2009. |
|                 |                                                                                        |
| Tijekom 2010-ih | 2010. \| 2011.                                                                         |

| NBA finali      | NBA finali                                                                             |
| --------------- | -------------------------------------------------------------------------------------- |
|                 |                                                                                        |
| Tijekom 80-ih   | 1980. \| 1981. \| 1982. \| 1983. \| 1984. \| 1985. \| 1986. \| 1987. \| 1988. \| 1989. |
|                 |                                                                                        |
| Tijekom 90-ih   | 1990. \| 1991. \| 1992. \| 1993. \| 1994. \| 1995. \| 1996. \| 1997. \| 1998. \| 1999. |
|                 |                                                                                        |
| Tijekom 2000-ih | 2000. \| 2001. \| 2002. \| 2003. \| 2004. \| 2005. \| 2006. \| 2007. \| 2008. \| 2009. |
|                 |                                                                                        |
| Tijekom 2010-ih | 2010. \| 2011.                                                                         |